# San Juan de la Maguana
San Juan de la Maguana è un comune della Repubblica Dominicana di 132.177 abitanti, situato nella provincia di San Juan, di cui è capoluogo. Comprende, oltre al capoluogo, nove distretti municipali: Pedro Corto, Sabaneta, Sábana Alta, El Rosario, Hato del Padre, La Jagua, Guanito, Las Charcas de María Nova e Las Maguanas Hato Nuevo.